# Tadeusz Browicz

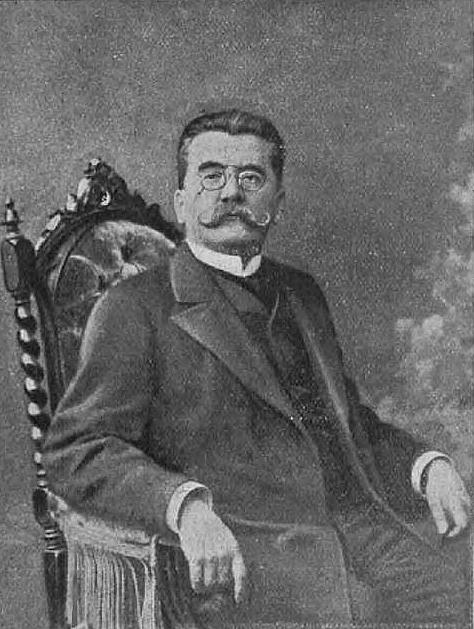
Bức tranh chân dung Tadeusz Browicz năm 1901.

Tadeusz Browicz (sinh ngày 15 tháng 9 năm 1847 – mất ngày 20 tháng 3 năm 1928) là nhà bệnh lý học Ba Lan sinh ra tại Lviv, Ukraina.
Ông học ngành y ở Kraków, tốt nghiệp tiến sĩ năm 1873. Sau đó, ông ở lại Kraków làm trợ lý cho nhà bệnh học Alfred Biesiadecki (1839 -1889). Từ 1880 đến 1919, ông là giáo sư chuyên ngành bệnh lý giải phẫu tại Đại học Jagiellonia, và giữ chức hiệu trưởng trường niên khóa 1894-95.
Browicz có những đóng góp to lớn cho ngành y học: ông là người đầu tiên mô tả loại trực khuẩn gây sốt thương hàn (sau này được gọi là Salmonella typhi) năm 1874, và ông cũng là người đầu tiên xác nhận tế bào Kupffer của gan là đại thực bào được biệt hóa vào năm 1898. Ngoài ra, ông cũng tham gia thực hiện nghiên cứu quan trọng về bệnh vàng da, ung thư gan và rối loạn cơ tim. Bên cạnh đó, ông còn là tác giả của ấn bản từ điển y học Ba Lan (1905).